# Shelsley Kings
Shelsley Kings – osada i civil parish w Anglii, w Worcestershire, w dystrykcie Malvern Hills. W 2011 roku civil parish liczyła 189 mieszkańców.